# Флавіан I Антіохійський
Флавіан I Антіохійський (близько 320 року, ймовірно, Антіохія — лютий 404 року) — святий Православної церкви, антіохійський архієпископ. Був відомий своєю опозицією аріанству. Православна церква здійснює його пам’ять 27 вересня та 16 лютого.
Вважається, що він отримав у імператора Феодосія пробачення для мешканців Антіохії, які розлютили володаря, знищивши його статую.
Рукопоклав Івана Золотоустого у пресвітери в 386 році.